# 제3한강교 (영화)
제3한강교는 1979년 공개된 대한민국의 영화이다.

## 배역
- 혜은이 : 은영 역
- 이계인 : 강유진 역
- 원미경 : 미숙 역
- 이승현
- 손창호
- 최봉
- 이강조